# Mwihorero
Mwihorero är ett vattendrag i Burundi.   Det ligger i provinsen Karuzi, i den centrala delen av landet, 80 km öster om huvudstaden Bujumbura.
Omgivningarna runt Mwihorero är en mosaik av jordbruksmark och naturlig växtlighet. Runt Mwihorero är det tätbefolkat, med 331 invånare per kvadratkilometer.